# William McKnight
William L. McKnight (* 11. September 1887 in White, South Dakota; † 4. März 1978) war ein US-amerikanischer Geschäftsmann. Als Präsident und Aufsichtsratsvorsitzender des Technologiekonzerns 3M prägte er maßgeblich die noch heute gelebte Unternehmensphilosophie. 1953 gründete er die McKnight-Stiftung, die sich für zahlreiche gemeinnützige Zwecke engagiert.

## Leben
William McKnight war der Sohn der Siedler Joseph und Cordelia McKnight. Nach seinem Schulabschluss begann er ein Studium an der Duluth Business University, das er ohne Abschluss beendete, um 1907 eine Stelle als Hilfsbuchhalter bei 3M (Minnesota Mining and Manufacturing Co.) anzutreten. Innerhalb von zwei Jahren avancierte er zum Leiter des Chicagoer Verkaufsbüros und arbeitete sich kontinuierlich weiter nach oben, bis er im Jahre 1929 zum Präsidenten des Unternehmens und 1949 zum Aufsichtsratsvorsitzenden ernannt wurde. McKnight schied 1966 aus dem aktiven Berufsleben aus, blieb dem Unternehmen jedoch als Ehrenvorsitzender bis 1973 erhalten. Er starb 1978 im Alter von 90 Jahren.
Am 20. April 1995 wurde McKnight in den USA in die „Junior Achievement National Business Hall of Fame“ aufgenommen, um damit seine Leistungen für das freie Unternehmertum zu würdigen.

## Geschäfts-Philosophie
Einer von McKnights größten Verdiensten ist seine Geschäfts-Philosophie, mit der er eine Unternehmenskultur schuf, die Mitarbeiter-Initiative, Eigenverantwortung und Innovationen fördert. Seine grundlegenden Management-Regeln formulierte er im Jahre 1948:
„Je mehr ein Unternehmen wächst, desto wichtiger wird es, Verantwortung zu delegieren und die Mitarbeiter zu Eigeninitiative aufzufordern. Das verlangt ein hohes Maß an Toleranz. Mitarbeiter, denen wir Autorität und Verantwortung übertragen, wollen – wenn sie gut sind – ihre Aufgaben selbsttätig erledigen.“
Fehler wird es immer geben. Aber die Fehler der Mitarbeiter, die meist die richtigen Dinge tun, sind nicht so gravierend wie die, die dadurch entstehen, dass das Management den Verantwortlichen genau vorschreiben will, wie sie ihre Arbeit zu verrichten haben.
„Ein Management, das überkritisch auf Fehler reagiert, zerstört Eigeninitiative. Doch Mitarbeiter mit persönlichem Engagement sind lebenswichtig, wenn ein Unternehmen weiter wachsen will.“

## Stiftung
1953 gründete William McKnight zusammen mit seiner Frau Maude die McKnight-Stiftung mit Sitz in Minneapolis. Das Anliegen der bis heute bestehenden Stiftung ist die Verbesserung der Lebensqualität heutiger und künftiger Generationen. Dieses Ziel verfolgt sie durch die Vergabe von Fördergeldern, Kooperationen und die Unterstützung politischer Reformen in zahlreichen Bereichen, u. a. Nachwuchs, Umwelt, Kunst und Wissenschaft.
In den vergangenen 55 Jahren hat die McKnight Stiftung etwa 1,7 Milliarden US-Dollar an Zuschüssen gewährt. Aktuell verfügt sie über ein Vermögen von rund 1,9 Milliarden US-Dollar und gewährte allein im Jahr 2011 rund 91 Millionen.